# 태풍 노루 (2022년)
태풍 노루(NORU)는 2022년의 제16호 태풍이다. NORU는 대한민국에서 제출한 이름으로 노루를 의미한다.

## 태풍의 진행

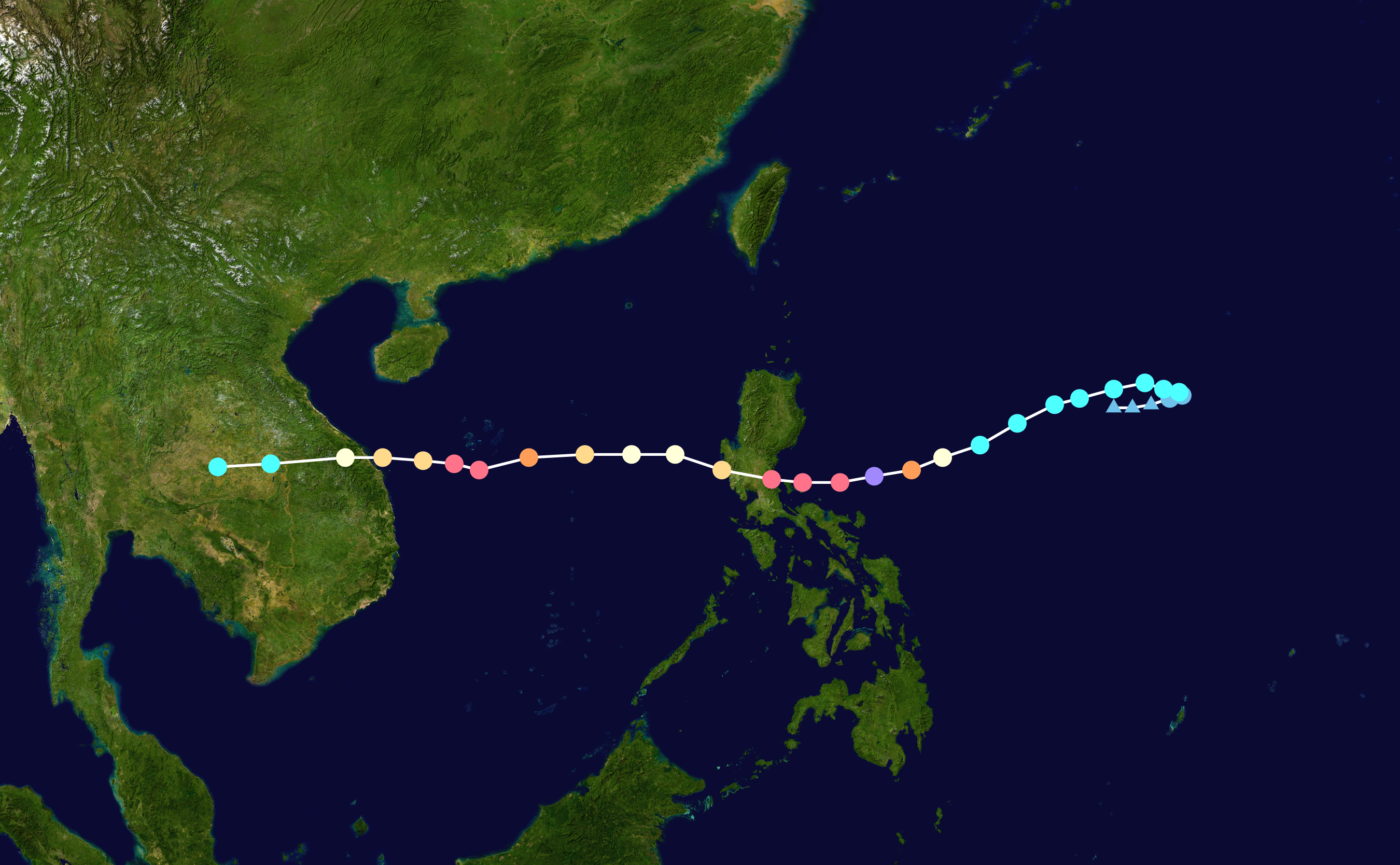
태풍 진로도

태풍 노루는 9월 23일 15시에 중심기압 1000hPa, 최대풍속 18m/s, 강풍 반경 165km의 열대폭풍으로 필리핀 마닐라 동북동쪽 약 1,150km 부근 해상에서 발생하였다.(일본 기상청 태풍정보 속보치 기준) 발생 이후 서~서남서진하면서 약한 윈드시어와 높은 수온으로 인해 급발달하였고, 9월 25일 9시에 필리핀 마닐라 동쪽 약 300km 부근 해상에서 일본 기상청 기준으로 중심기압 940hPa, 최대풍속 49m/s의 매우 강한 태풍으로 최성기를 맞이하였다. 최성기 이후 서진하면서 9월 25일 21시에 필리핀 루손 섬에 일본 기상청 기준 중심기압 955hPa, 최대풍속 44m/s의 세력으로 상륙하였다. 필리핀 루손 섬 관통 이후 서진하면서 남중국해로 진출하였다. 남중국해의 높은 수온으로 인해 9월 27일 9시에 일본 기상청 기준 중심기압 950hPa, 최대풍속 44m/s의 세력으로 다시 발달하였다가 베트남 상륙을 앞두고 강한 윈드시어로 인해 급격히 약화되면서 9월 28일 9시에 일본 기상청 기준 중심기압 975hPa, 최대풍속 28m/s의 세력으로 베트남 다낭 부근 해안에 상륙하였다. 베트남 상륙 이후 서진하며 육상 마찰로 인해 급약화되어서, 9월 28일 21시에 베트남 다낭 서쪽 약 450km 부근 육상에서 중심기압 996hPa의 열대저압부로 소멸하였다고 발표하였다.

## 제명
2023년 제55차 태풍위원회 회의에서 제명이 결정되어 곤파스, 꼰선, 라이, 메기, 말라카스, 망온, 날개, 힌남노와 함께 제명되었다. 이번 제55차 태풍위원회에서 총 9개의 태풍 이름을 제명함으로서 기존 기록인 6개의 태풍 이름을 제명한 것을 훨씬 뛰어넘게 되었다. 결국 2024년 5월 10일, 태풍 노루는 태풍 호두로 개명되었다.

## 같이 보기
- 2022년 태풍
- 태풍 상산 (2006년)
- 태풍 켓사나 (2009년)
- 태풍 네삿 (2011년)
- 태풍 고니 (2020년)
- 태풍 밤꼬 (2020년)